# Orlando, Florida
Orlando (pronunție AFI,  ɔrˈlændoʊ ) este o municipalitate de ordin întâi, un oraș și sediul comitatului Orange din statul Florida, Statelor Unite ale Americii.

## Personalități născute aici
- Jonathan Jackson (n. 1982), muzician, actor;
- Hotboii (n. 2000), rapper.

## Legături  externe
- en  The Orlando Travel & Visitors Bureau
- en  The Orlando Regional Chamber of Commerce
- en  Orlando City Guide Arhivat în 6 iulie 2009, la Wayback Machine.